# Akimovskaya
Akimovskaya en ruso: Акимовская es una variedad cultivar de ciruelo (Prunus domestica), de las denominadas ciruelas europeas,
una variedad de ciruela obtenida en la "Estación Experimental de Jardinería de Saratov". Las frutas tienen un tamaño mediano, forma ovalado, uniforme, color de la cubierta jaspeado en rojo oscuro, con una capa cerosa media, y pulpa de color amarilla con un tinte rosado, de consistencia tierna, fundente y seca, con la cavidad del mismo color que la pulpa y jugo incoloro.

## Sinonimia
- "Акимовская".[3][6]

## Historia
'Akimovskaya' es una variedad de ciruela que se obtuvo por el equipo de obtentores formado por A.P. Kruglova, y G.I. Dymnova en la « Саратовская опытная станция садоводства » ("Estación Experimental de Jardinería de Saratov") mediante el cruce de las variedades 'Volzhskaya krasavitsa' como "Parental Madre" x el polen de la variedad '7-26' (plántula de ciruelo del sur) como "Parental Padre".
'Akimovskaya' fué incluida en el "Registro Estatal de Rusia para la región del Bajo Volga" en 1995.

## Características
'Akimovskaya' es un árbol de tamaño mediano, con copa extendida, colgante y escasa, y follaje de tamaño mediano; los brotes son rectos, desnudos y de color rojo oscuro; la corteza del tronco y las ramas principales es lisa y gris; el limbo es plano, cóncavo (en forma de barco), mate, liso y de color verde claro; el ápice de la hoja es gradualmente puntiagudo, la base es puntiaguda, el borde de la hoja es serrado crenado, el pecíolo es largo y delgado, las glándulas son medianas y ovaladas, las flores son blancas y dobles; pétalos ligeramente cerrados, cuatro estambres, con el estigma situado debajo de los estambres. Tipo de floración y fructificación, en ramas en forma de ramo.
'Akimovskaya' tiene frutos de tamaño mediano siendo su peso promedio de 28 gr, de forma ovalado, uniforme; ápice del fruto es redondo y ligeramente deprimido, con la base dentada y la sutura ventral pequeña y prominente, siendo La longitud del pedúnculo mediano delgado; la fruta es tiene color cubierta jaspeada en rojo oscuro, con una capa cerosa media; la pulpa es amarilla con un tinte rosado, de consistencia tierna, fundente y seca, con la cavidad del mismo color que la pulpa y jugo incoloro.
Hueso ligeramente adherido, ovalado. Se separa bien de la pulpa.
Su tiempo de recogida de cosecha se inicia en su maduración de la segunda decena de agosto a la primera de septiembre.